# Vol. 3: The Subliminal Verses
Vol. 3: The Subliminal Verses este al treilea album de debut al formației americane de heavy metal Slipknot, lansat pe data de 21 mai, 2004.